# Тварини Вінницької області, занесені до Червоної книги України
Список тварин Вінницької області, занесених до Червоної книги України.

## Статистика
До списку входить 82; видів тварин, з них:
- Членистоногих — 42;
- Хордових — 40.

Серед них за природоохоронним статусом: 
- Вразливих — 41;
- Рідкісних — 18;
- Недостатньо відомих  — 2;
- Неоцінених — 6;
- Зникаючих — 13;
- Зниклих у природі — 1;
- Зниклих — 1.

## Список видів
| № п/п | Українська назва виду                               | Латинська назва виду      | Природоохоронний статус | Тип          |
| ----- | --------------------------------------------------- | ------------------------- | ----------------------- | ------------ |
| 1     | Бабка перев'язана                                   | Sympetrum pedemontanum    | Вразливий               | Членистоногі |
| 2     | Бистрянка російська                                 | Alburnoides rossicus      | Зникаючий               | Хордові      |
| 3     | Больбелязм однорогий                                | Bolbelasmus unicornis     | Вразливий               | Членистоногі |
| 4     | Бражник дубовий                                     | Marumba quercus           | Рідкісний               | Членистоногі |
| 5     | Бражник мертва голова                               | Acherontia atropos        | Рідкісний               | Членистоногі |
| 6     | Бражник прозерпіна                                  | Proserpinus proserpina    | Рідкісний               | Членистоногі |
| 7     | Бражник скабіозовий                                 | Hemaris tityus            | Рідкісний               | Членистоногі |
| 8     | Ведмедиця велика                                    | Pericallia matronula      | Вразливий               | Членистоногі |
| 9     | Ведмедиця-господиня                                 | Callimorpha dominula      | Вразливий               | Членистоногі |
| 10    | Вечірниця мала                                      | Nyctalus leisleri         | Рідкісний               | Хордові      |
| 11    | Вечірниця руда                                      | Nyctalus noctula          | Вразливий               | Хордові      |
| 12    | Видра річкова                                       | Lutra lutra               | Неоцінений              | Хордові      |
| 13    | Вусач великий дубовий                               | Cerambyx cerdo            | Вразливий               | Членистоногі |
| 14    | Вусач земляний хрестоносець (коренеїд хрестоносець) | Dorcadion equestre        | Вразливий               | Членистоногі |
| 15    | Вусач мускусний                                     | Aromia moschata           | Вразливий               | Членистоногі |
| 16    | Вусач-червонокрил Келлера                           | Purpuricenus kaehleri     | Вразливий               | Членистоногі |
| 17    | Вухань звичайний                                    | Plecotus auritus          | Вразливий               | Хордові      |
| 18    | Гоголь                                              | Bucephala clangula        | Рідкісний               | Хордові      |
| 19    | Голуб-синяк                                         | Columba oenas             | Вразливий               | Хордові      |
| 20    | Горностай                                           | Mustela erminea           | Неоцінений              | Хордові      |
| 21    | Джміль глинистий                                    | Bombus argillaceus        | Вразливий               | Членистоногі |
| 22    | Джміль моховий                                      | Bombus muscorum           | Рідкісний               | Членистоногі |
| 23    | Джміль пахучий                                      | Bombus fragrans           | Зникаючий               | Членистоногі |
| 24    | Дибка степова                                       | Saga pedo                 | Рідкісний               | Членистоногі |
| 25    | Дозорець-імператор                                  | Anax imperator            | Вразливий               | Членистоногі |
| 26    | Ендроміс березовий                                  | Endromis versicolora      | Вразливий               | Членистоногі |
| 27    | Жаба прудка                                         | Rana dalmatina            | Вразливий               | Хордові      |
| 28    | Жук-олень, рогач звичайний                          | Lucanus cervus            | Рідкісний               | Членистоногі |
| 29    | Жук-самітник                                        | Osmoderma barnabita       | Вразливий               | Членистоногі |
| 30    | Зубр                                                | Bison bonasus             | Зниклий в природі       | Хордові      |
| 31    | Кажан пізній                                        | Eptesicus serotinus       | Вразливий               | Хордові      |
| 32    | Кіт лісовий                                         | Felis sylvestris          | Вразливий               | Хордові      |
| 33    | Кошеніль польська                                   | Porphyropha polonica      | Недостатньо відомий     | Членистоногі |
| 34    | Красик веселий (Пістрянка весела)                   | Zygaena laeta             | Зникаючий               | Членистоногі |
| 35    | Красотіл пахучий                                    | Calosoma sycophanta       | Вразливий               | Членистоногі |
| 36    | Красуня діва                                        | Calopteryx virgo          | Вразливий               | Членистоногі |
| 37    | Ксилокопа звичайна (бджола-тесляр звичайна)         | Xylocopa valga            | Рідкісний               | Членистоногі |
| 38    | Ксилокопа фіолетова (бджола-тесляр фіолетова)       | Xylocopa violacea         | Рідкісний               | Членистоногі |
| 39    | Кульон великий (кроншнеп великий)                   | Numenius arquata          | Зникаючий               | Хордові      |
| 40    | Кутора мала                                         | Neomys anomalus           | Рідкісний               | Хордові      |
| 41    | Люцина                                              | Hamearis lucina           | Вразливий               | Членистоногі |
| 42    | Марена дніпровська                                  | Barbus borysthenicus      | Зникаючий               | Хордові      |
| 43    | Марена звичайна                                     | Barbus barbus             | Вразливий               | Хордові      |
| 44    | Махаон                                              | Papilio machaon           | Вразливий               | Членистоногі |
| 45    | Мелітурга булавовуса                                | Melitturga clavicornis    | Вразливий               | Членистоногі |
| 46    | Мишівка лісова                                      | Sicista betulina          | Рідкісний               | Хордові      |
| 47    | Мідянка звичайна                                    | Coronella austriaca       | Вразливий               | Хордові      |
| 48    | Мінога українська                                   | Eudontomyzon mariae       | Зникаючий               | Хордові      |
| 49    | Мнемозина                                           | Parnassius mnemosyne      | Вразливий               | Членистоногі |
| 50    | Нетопир звичайний                                   | Pipistrellus pipistrellus | Вразливий               | Хордові      |
| 51    | Нетопир Натузіуса                                   | Pipistrellus nathusii     | Неоцінений              | Хордові      |
| 52    | Нічниця водяна                                      | Myotis daubentonii        | Вразливий               | Хордові      |
| 53    | Нічниця гостровуха                                  | Myotis blythii            | Вразливий               | Хордові      |
| 54    | Нічниця довговуха                                   | Myotis bechsteinii        | Вразливий               | Хордові      |
| 55    | Нічниця Наттерера                                   | Myotis nattereri          | Вразливий               | Хордові      |
| 56    | Нічниця ставкова                                    | Myotis dasycneme          | Зникаючий               | Хордові      |
| 57    | Норка європейська                                   | Mustela lutreola          | Зникаючий               | Хордові      |
| 58    | Орел-карлик                                         | Hieraaetus pennatus       | Рідкісний               | Хордові      |
| 59    | Підорлик малий                                      | Aquila pomarina           | Рідкісний               | Хордові      |
| 60    | Подалірій                                           | Iphiclides podalirius     | Вразливий               | Членистоногі |
| 61    | Поліксена                                           | Zerynthia polyxena        | Вразливий               | Членистоногі |
| 62    | Полоз лісовий, полоз ескулапів                      | Zamenis longissimus       | Зникаючий               | Хордові      |
| 63    | Райдужниця велика                                   | Apatura iris              | Вразливий               | Членистоногі |
| 64    | Сатурнія велика                                     | Saturnia pyri             | Вразливий               | Членистоногі |
| 65    | Сатурнія руда                                       | Aglia tau                 | Вразливий               | Членистоногі |
| 66    | Сиворакша                                           | Coracias garrulus         | Зникаючий               | Хордові      |
| 67    | Синявець римнус                                     | Neolycaena rhymnus        | Неоцінений              | Членистоногі |
| 68    | Сколія-гігант                                       | Megascolia maculata       | Неоцінений              | Членистоногі |
| 69    | Скопа                                               | Pandion haliaetus         | Зникаючий               | Хордові      |
| 70    | Сліпак подільський                                  | Spalax zemni              | Недостатньо відомий     | Хордові      |
| 71    | Совка сокиркова                                     | Periphanes delphinii      | Вразливий               | Членистоногі |
| 72    | Сорокопуд сірий                                     | Lanius excubitor          | Рідкісний               | Хордові      |
| 73    | Стафілін волохатий                                  | Emus hirtus               | Рідкісний               | Членистоногі |
| 74    | Стрічкарка блакитна                                 | Catocala fraxini          | Вразливий               | Членистоногі |
| 75    | Стрічкарка орденська малинова                       | Catocala sponsa           | Рідкісний               | Членистоногі |
| 76    | Стрічкарка тополева                                 | Limenitis populi          | Вразливий               | Членистоногі |
| 77    | Тхір лісовий                                        | Mustela putorius          | Неоцінений              | Хордові      |
| 78    | Тхір степовий                                       | Mustela eversmanni        | Зникаючий               | Хордові      |
| 79    | Ховрах європейський                                 | Spermophilus citellus     | Зниклий                 | Хордові      |
| 80    | Широковух європейський                              | Barbastella barbastellus  | Зникаючий               | Хордові      |
| 81    | Шуліка чорний                                       | Milvus migrans            | Вразливий               | Хордові      |
| 82    | Ящірка зелена                                       | Lacerta viridis           | Вразливий               | Хордові      |